# Lockheed Martin
Lockheed Martin (NYSE: LMT) este o companie americană și constructor aerospațial de prim rang, specializată în domeniul militar, al securității și al tehnologiilor avansate. Compania a fost formată în martie 1995 prin fuziunea Lockheed Corporation cu Martin Marietta.
Lockheed Martin este cea mai mare firmă de produse și servicii militare la nivel mondial, (după venit) și cel mai mare furnizor de echipament aerospațial și tehnologic al Pentagonului, urmat de Boeing. Compania este prezentă în 75 de țări din întreaga lume.

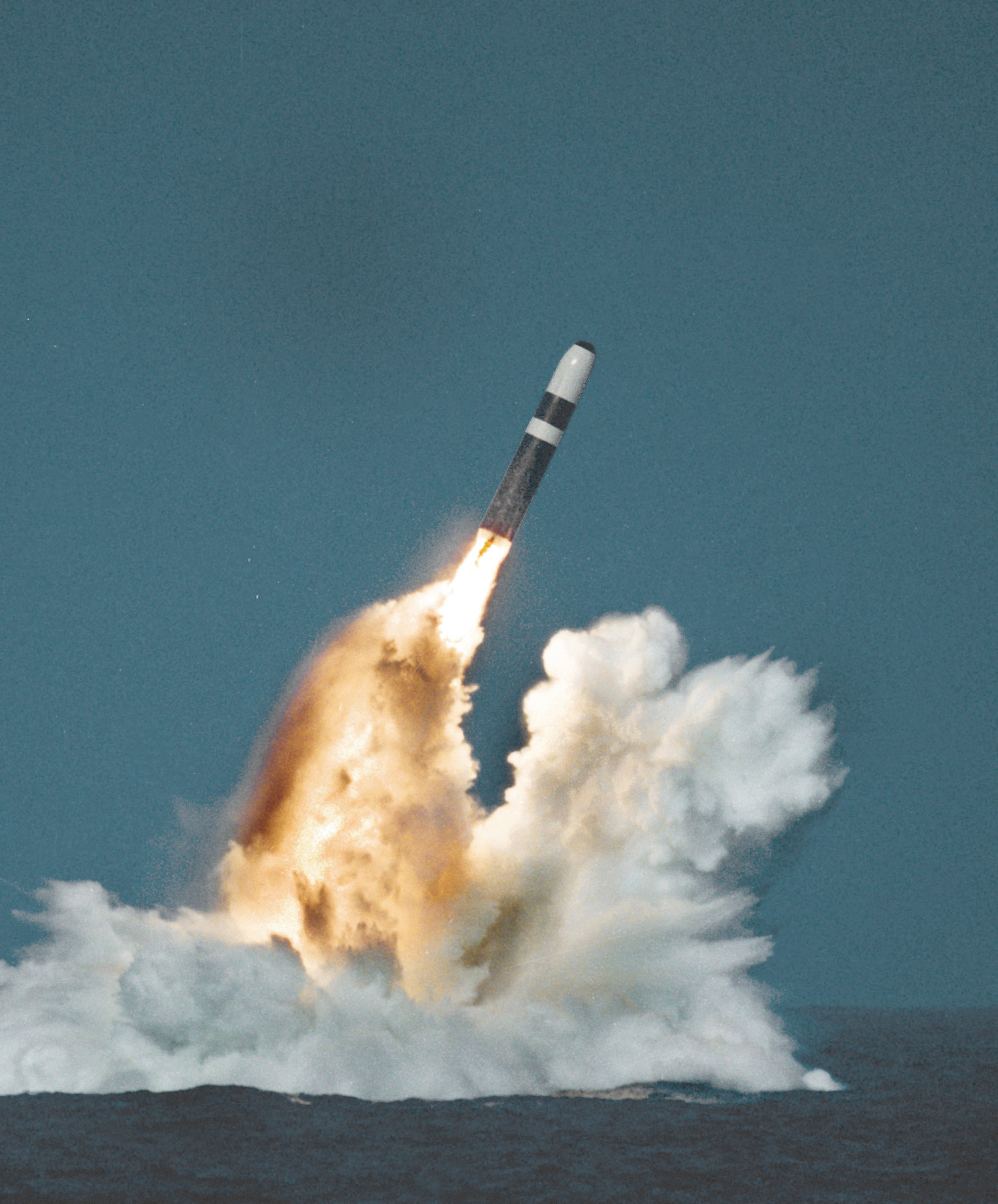
Rachetă balistică strategică de tip Trident cu lansare de pe submarin